# Mikalojus Radvilaitis
Mikalojus Radvilaitis apodado el viejo (en lituano Mikalojus Radvilaitis, Mikalojus II Radvila Senasis; en latín, Nicolaus II Radziwil Priscus) (1450-1509) fue un noble lituano. Fue conocido con el patronímico Radvilaitis, formado por el nombre de su padre, Radvila, que se convirtió en el apellido de los suyos, Radvilos.
Mikalojus fue regente de Smolensk desde el 2 de diciembre de 1481; en 1483 una fuerte armada se le sumó para proteger las tierras de Smolensk. Fue el gobernador del castillo de Trakai desde el 31 de mayo de 1488 y regentó Novgorodok, tras la regencia de Bielsk Podlaski. Fue el voivoda de Vilna desde 1492 y el primer Kanclerz de Lituania desde 1504 hasta su muerte en 1509. Sus hijos Jerzy Radziwiłł, Mikołaj Radziwiłł y Jan Radziwiłł fueron los progenitores de la línea familiar de Radziwiłł.
- Datos: Q2576578
- Multimedia: Mikołaj Radziwiłł the Old / Q2576578